# Antonio Colinas
Antonio Colinas (ur. 30 stycznia 1946 w La Bañeza) – hiszpański poeta, prozaik, literaturoznawca i tłumacz literatury włoskiej i katalońskiej. Jego debiut poetycki przypadł na początek lat 60. Jest autorem wielu zbiorów wierszy, np. Amor que enciende mas amor ("Miłość, która rozpala miłość", 1999), Tiempo y abismo ("Czas i otchłań", 2002), oraz pięciu książek prozatorskich, licznych esejów krytyczno-literackich i przekładów, między innymi Piera Paola Pasoliniego i Giacomo Leopardiego.

## Poezja
- Poemas de la tierra y de la sangre, Lleó, Diputació Provincial, 1969.
- Preludios a una noche total, Madrid, Rialp, col. Adonais, 1969.
- Truenos y flautas en un templo, Sant Sebastiá, C.A.G. de Guipúscoa, 1972.
- Sepulcro en Tarquinia, Lleó, Diputación Provincial, col. Provincia, 1975
- Sepulcro en Tarquinia, Barcelona, Lumen, Col. El Bardo, 1976.
- Astrolabio, Madrid, Visor Libros, 1979.
- En lo oscuro, Rota (Cadis), Cuadernos de Cera, 1971.
- Poesía, 1967-1980, Madrid, Visor Libros, 1982.
- Sepulcro en Tarquinia (poema, amb 6 dibuixos de Montserrat Ramoneda), Barcelona, Galería Amagatotis,1982
- Noche más allá de la noche, Madrid, Visor Libros, 1983.
- Poesía, 1967-1981, Madrid, Visor Libros, 1984.
- La viña salvaje, Córdova, Antorcha de Paja, 1985.
- Diapasón infinito (amb dues litografies, un grau i una serigrafia de Perejaume), Barcelona, Tallers Chardon y Yamamoto, 1986.
- Dieciocho poemas, Eivissa, Caixa Balears, 1987.
- Material de lectura, Mèxic, Universidad Nacional Autónoma de México, 1987.
- Jardín de Orfeo, Madrid, Visor Libros, 1988.
- Libro de las noches abiertas (amb 16 il·lustracions de Mario Arlati), Milà, Peter Pfeiffer,1989.
- Blanco / Negro (amb 5 il·lustracions de Mario Arlati, ed. bilingüe), Milà, Peter Pfeiffer,1990.
- Los silencios de fuego, Barcelona, Tusquets, col. Marginales, 1992.
- La hora interior, Barcelona, Taller Joan Roma, 1992.
- El río de sombra. Poesía 1967-1990, Madrid, Visor Libros, 1994.
- Sepulcro en Tarquinia (poema), amb pròleg de Juan Manuel Rozas, Segovia, Pavesas, 1994.
- Pájaros en el muro / Birds in the wall (bilingüe, amb tres gravats de Barry Flanagan), Barcelona, Taller Joan Roma, 1995.
- Libro de la mansedumbre, Barcelona, Tusquets, col. Nuevos Textos Sagrados, 1997.
- Córdoba adolescente, Córdoba, CajaSur, col. Los Cuadernos de Sandua, 1997.
- El río de sombra. Treinta años de poesía, 1967-1997, Madrid, Visor Libros, 1999.
- Amor que enciende más amor, Barcelona, Plaza y Janés, 1999.
- Sepulcro en Tarquinia (poema), (amb gravats de Ramón Pérez Carrió), Pedreguer (Alicante), col. “Font de La Cometa”, 1999.
- Nueve poemas, Salamanca, Celya, col. Aedo de Poesía, 2000.
- Junto al lago, Salamanca, Cuadernos para Lisa, 2001.
- Tiempo y abismo, Barcelona, Tusquets, col. Nuevos Textos Sagrados, 2002.
- La hora interior. Antología poética 1967-2001, Junta de Castilla y León, 2002.
- L'amour, el amor, (amb poemas de Michel Bohbot; il·lustracions de Irriguible), París, Editions du Labyrinthe, 2002.
- Obscur hautbois de brume (antologia bilingüe de Françoise et alii. Conté complet “Noche más allá de la noche”)), Bruxelles, Le Cri, 2003.
- Seis poemas, (comentats per Luis Miguel Alonso), Burgos, Instituto de la Lengua de Castilla y León, 2003.
- Treinta y ocho poemas. Homenatge al gravador Antonio Manso, Madrid, Real Casa de la Moneda, 2003
- El río de sombra. Treinta y cinco años de poesía, 1967-2002, (6ª edición) Madrid, Visor Libros, 2004.
- Noche más allá de la noche, Valladolid, Fundación Jorge Guillén, 2004 .
- En Ávila unas pocas palabras, Valladolid, Ediciones de El Gato Gris, 2004.
- En la luz respirada (edició crítica de “Sepulcro en Tarquinia”, “Noche más allá de la noche” i “Libro de la mansedumbre”, a cura de José E. Martínez, Madrid, Cátedra, 2004.
- Sepulcro en Tarquinia (edició commemorativa de la primera aparició del llibre –1975-2005- amb un disc compacte amb la veu de l'autor), Visor Libros, Madrid, 2005.
- Sepulcro en Tarquinia (poema; call·igrafiat i il·luminat per Javier Alcaíns), (en preparació)

## Proza
- Un año en el sur (Para una educación estética), Madrid, Trieste, 1985 (2ª ed., Barcelona, Seix Barral, 1990).
- Larga carta a Francesca, Barcelona, Seix Barral, 1986 (2ª ed., 1989).
- Días en Petavonium, Barcelona, Tusquets Editores, 1994.
- El crujido de la luz, Lleó, Edilesa, 1999.
- Huellas, Valladolid, Castilla Ediciones, 2003.

## Eseje i inne
- Leopardi (Estudi i antologia poètica bilingüe), Gijón, Júcar, col. “Los poetas”, 1974 (2ª ed., 1985).
- Viaje a los monasterios de España, Barcelona, Planeta, col “Biblioteca Cultural RTV”, 1976 (nueva edición ampliada, León, Edilesa, 2003).
- Vicente Aleixandre y su obra, Barcelona, Dopesa, 1977 (2ª ed., Barcelona, Barcanova, 1982).
- Orillas del Órbigo, Lleó, Ediciones del Teleno, col. “Biblioteca Popular Leonesa”, 1980. (2ª ed., León, Diputación Provincial, col. “Breviarios de la Calle del Pez”).
- La llamada de los árboles (amb 30 il·lustracions), Barcelona, Elfos, col. “Miniaturas selectas”, 1988.
- La crida del arbres(trad. De M. Villangómez), Barcelona, Elfos, 1988.
- Hacia el infinito naufragio (Una biografia de Giacomo Leopardi), Barcelona, Tusquets Editores, col. “Andanzas”, 1988.
- El sentido primero de la palabra poética, Madrid/México, FCE, 1989.
- Pere Alemany: la música de los signos, Barcelona, Àmbit, 1989.
- Ibiza, La nave de piedra (amb fotografies de Toni Pomar), Barcelona, Lunwerg, 1990.
- Tratado de armonía, Barcelona, Tusquets Editores, col. “Marginales”, 1991 (2ª ed., 1992).
- Mitología clásica (amb graus dels segles XVIII i XIX), Madrid, Álbum / Jesús Tablate editor, 1994.
- Rafael Alberti en Ibiza. Seis semanas del verano de 1936, Barcelona, Tusquets Editores, col. “Andanzas”, 1995.
- Escritores y pintores de Ibiza, Eivissa, Consell Insular, 1995.
- El Grand Tour (amb gravats dels segles XVIII i XIX), Madrid, Álbum / Jesús Tablate editor, 1995.
- Sobre la Vida Nueva, Oviedo, Nobel, 1996.
- El jardín y sus símbolos, Antonio Colinas i Joaquín Lledó (amb gravats del segle XIX a cura de Jesús Tablate Miquis), Madrid, Álbum Letras Artes, 1997 (de A. C., “Preliminar” y “El jardín y sus símbolos”, pp. 4-29).
- Nuevo tratado de armonía, Barcelona, Tusquets Editores, col. “Marginales”, 1999.
- Ibiza y Formentera: dos símbolos, Palma de Mallorca, Turismo Balear, 1999.
- Ibiza, Segovia, Artec Impresiones, 2000 (pròleg de Concha García Campoy).
- Contrarios contra contrarios (El sentido de la llama sanjuanista, León, La Biblioteca I.E.S. Lancia, col. Cuadernos del Noroeste, 2000 (inclòs a Del pensamiento inspirado II, pp. 138-148)
- Los símbolos originarios del escritor, Astorga, Centro de Estudios Astorganos, 2001 (inclòs a Del pensamiento inspirado II, pp. 31-46).
- Del pensamiento inspirado, vol.I, Junta de Castilla y León, 2001.
- Del pensamiento inspirado, vol.II, Junta de Castilla y León, 2001.
- Poética y poesía, (con grabación en CD), Madrid, Fundación Juan March, 2004.
- Los días en la isla, Madrid, Huerga&Fierro, 2004.
- La simiente enterrada. Un viaje a China, Madrid, Ediciones Siruela, 2005.